# Condado de Fulton (Arkansas)
O Condado de Fulton é um dos 75 condados do estado americano do Arkansas. Sua sede de condado é Salem. Sua população é de 11 642 habitantes.